# Correu de son Coc
El correu de son Coc subtitulat Llunàtic-full-dissolvent fou una publicació, eina de comunicació de l'ideari del Taller Llunàtic, publicat amb periodicitat irregular des de l'octubre de 1979 fins al desembre de 1992.
El format del correu de son Coc era un full imprès per les dues cares en tècnica serigràfica.
Existeix una constància de 10 números. Els textos anaven a càrrec de Josep Albertí, Bartomeu Cabot, Jaume Gual, Lluís Maicas, Jaume Sastre i Àngel Terrón i les il·lustracions eren de Bartomeu Cabot.